# Веденецкий, Павел Петрович
Павел Петрович Веденецкий (Веденцов) (1791—1857) — русский художник.Исторический живописец, портретист. 

## Биография
Родился в 1781 году в Нижнем Новгороде в семье ведущего нижегородского художника Петра Афанасьевича Веденецкого (Веденцова). Живописи сначала учился у отца, потом, по достижении 16 лет был отдан в Арзамасскую школу А. В. Ступина, с 1814 стал вольноприходящим учеником Императорской академии художеств в Санкт-Петербурге. 
В 1810 г. на основании выданного А. В. Ступиным аттестата Веденецкий поступил на должность рисовального учителя в Нижегородское уездное училище, в 1814 г. в чине коллежского регистратора поступил в Императорскую академию художеств на собственное содержание. В 1816 году Павел Петрович получил Малую серебряную медаль за рисунок с натуры, а ввиду невозможности содержать себя - в 1817-м был уволен по собственному прошению с аттестатом I степени на звание классного художника исторической живописи и шпагой.
С 1818 до 1829 года он с перерывами работал в Санкт-Петербурге, в 1831 - 1832 годах в Ярославле, в 1833 году в Прикамье, с 1824 года до середины 1830-х - и в Нижнем Новгороде. В 1830-х годах по приглашению уральских промышленников Демидовых П.П. Веденецкий ездил по уральским заводам; известны его картины «Нижний Тагил зимой», «Нижнетагильский завод», «Черноисточинский завод», «Нижнесалдинский завод». С начала 1840-х Павел Петрович обосновался в Нижнем Новгороде, где жил в двухэтажном каменном домике своего отца возле Чёрного пруда, на первом этаже которого находилась живописная мастерская. Веденецкий, продолжая дело своего отца, много лет занимался педагогической деятельностью, в родном городе, кроме обучения частных учеников, он преподавал рисование в Нижегородской мужской гимназии.
Последняя известная работа мастера — «Автопортрет» из собрания Нижегородского художественного музея — датирована 1857 годом (создана на 66-м году жизни). Умер после 1857 года в Нижнем Новгороде.

## Труды
Произведения П. П. Веденецкого хранятся в Нижегородском государственном художественном музее («Портрет А. Ф. Иконникова», «Автопортрет» 1857 г.),  Государственном историческом музее («Черноисточинский завод», «Нижнетагильский завод»), Нижнетагильском музее-заповеднике «Горнозаводский Урал» («Нижний Тагил зимой»), Иркутском областном художественном музее им. В. П. Сукачёва (портреты), Государственном Эрмитаже («Портрет неизвестного чиновника»), Национальном музее в Варшаве, Государственной Третьяковской галерее, ГМИИ им. А. С. Пушкина, Арзамасском художественном музее.